# قارة آل مخاشن (حورة)

تعديل مصدري - تعديل

قاره ال مخاشن هي إحدى قرى عزلة حوره بمديرية حورة التابعة لمحافظة حضرموت، بلغ تعداد سكانها 277 نسمة حسب تعداد اليمن لعام 2004.